# Space Empires V
Space Empires V (сокр. SEV, рус. Космическая империя V) — компьютерная игра в жанре научно-фантастической 4X-глобальной пошаговой стратегии, разработанная компанией Malfador Machinations и изданная Strategy First 16 октября 2006 года эксклюзивно для PC. «Space Empires V» является пятой частью одноименной серии игр и содержит много игровых элементов от своего предшественника, Space Empire IV.

## Геймплей
Space Empires V содержит множество геймплейных элементов своего предшественника, Space Empires IV, однако вместе с тем имеет несколько ключевых отличий. Так, Space Empires V является первой игрой серии, которая содержит трёхмерную графику, вследствие чего пользовательский интерфейс был сильно изменён.
Принадлежит к очень небольшому числу игр, не имеющих сюжета. Игра ведётся партиями (как, например, в шахматах). Цель — тем или иным образом добиться преимущества над всеми остальными игроками (условий победы, на самом деле, довольно много, но все они являются всего лишь вариациями). Игрок является главой нации, и управляет абсолютно всеми процессами, происходящими в государстве. В игре присутствуют средства автоматизации: точки сбора флотов, сохранение очередей строительства, множественный выбор планет, автоматический выбор и отправка колонизаторов, но использовать их постоянно невыгодно — микроконтроль зачастую даёт лучшие результаты.

### Расы
В целом набор рас в игре остается тем же, что и в предыдущей игре серии. В игре так же присутствует функция быстрого старта позволяющая выбрать одну из шаблонных империй. Если вы не довольны предложенными вариантами, но и каждый раз новую империю создавать не хотите, вы можете сохранить свою расу сразу после создания или в процессе игры, а затем использовать её повторно для других партий.
При выборе расы настраивается множество параметров, от типа атмосферы и планеты, внешнего вида расы, кораблей и символики, до стартовых технологий, способностей, правительств и предыстории.

### Игровой процесс
Хоть сама игра и относится к пошаговым стратегиям, тактические бои в космосе и на поверхности проводятся в реальном времени. В игре имеется возможность регулировать скорость гееймплея. Так же характерной особенностью всех игр серии является продвинутый редактор создания техники, позволяющий комплектовать необходимыми игроку компонентами все существующие в игре типы юнитов.

### Модификации
За время существования Space Empires V «обросла» огромным количеством модификаций. Вот лишь некоторые из них:

#### Balance Mod
Практически не имеет нововведений, сконцентрировавшись на изменении баланса «коробочных» возможностей (что, собственно, и следует из названия), а также делает ИИ ощутимо «умнее», что несомненно, делает игру гораздо интереснее. Некоторые отличия в возможностях все же присутствуют, но они единичны, к примеру число двигателей теперь разное для каждого вида корпуса, но даже имея 14 двигателей, крейсер никогда не догонит фрегат с 8-ю. Существенно «урезает» добычу ресурсов, что, естественно, влечёт за собой повышение ценности всего, чем вы располагаете — от целой звёздной системы (стимул сражаться за которые теперь существенно возрос) до последнего ржавого корыта. Если в оригинале достаточно было иметь один-два варианта стратегии развития и ведения войны, то тут уже придётся ломать голову над очередным проектом ракетного крейсера, «обкатывая» множество прототипов прежде, чем приступить к серийному производству.
По состоянию на 2010 год, автор модификации Captain Kvok делает новую модификацию Nova, в процессе работы над ней, продолжая создавать патчи для Balance mod.
На базе Balance Mod построено множество других модификаций и самостоятельных ИИ для оригинальной версии.

#### Crimson Concept Mod
По количеству нововведений соревнуется с возможностями оригинальной игры, причём делая акцент на экономике, общественной жизни, политике и т. п., а не на боевых действиях, в отличие от большинства других модификаций и стандартной игры.

#### Battlestar Galactica
Данная модификация во вселенной Battlestar отличает её от всех остальных реализацией JumpDrive принципа, а также рядом особенностей наподобие колонизации астероидных полей, дипломатических станций и станций-колоний.

## Отзывы прессы
| Сводный рейтинг | Сводный рейтинг |
| Агрегатор       | Оценка          |
| --------------- | --------------- |
| GameRankings    | 65,50 %         |

К Space Empires V можно относиться по-разному, она очень неоднозначна. С одной стороны — колоссальный размах, невероятная глубина и реалистичность, множество принципиально новых идей именно в том жанре, в котором, казалось, уже невозможно придумать ничего нового; с другой — масса неудобств и недоработок. Несомненно одно: после SE5 такие «упрощенные» игры, как Galactic Civilizations II, кажутся просто несерьезными, как детские игрушки. Каждый ценитель космических пошаговых стратегий должен получить огромное удовольствие от знакомства со Space Empires V. В конце концов, не исключено, что мы все-таки увидим тот волшебный патч, который исправит все недоделки, и тогда игра наконец займёт заслуженное место на пьедестале… где-то рядом с непревзойденной Master of Orion 2.
Space Empires 5 — не игра, а утилита для научно-фантастического моделирования. Она способна развлекать в той же мере, что и учебник по астрофизике или социологии. Здорово, что данные, подобранные при создании расы (вплоть до физиологии, любимого типа планет и атмосферы), напрямую влияют на колонизацию. Но почему меня заставляют потратить на это битых полчаса? Где, черт побери, шаблоны? От настроек при генерации вселенной рябит в глазах, а tutorial знакомит лишь с вершиной айсберга? Милости просим в руководство пользователя, изложенное на 300 страницах. И не малодушничайте, quick start — не выход: разбираться с «национальными особенностями» не придётся, однако ВСЕ остальные параметры компьютер введёт от фонаря. Все те десятки значений, да-да.